# Mirosław Nowakowski (pływak)
Mirosław Nowakowski (ur. 1 sierpnia 1956 w Białymstoku) – polski niepełnosprawny pływak, wicemistrz paraolimpijski.

## Życiorys
Syn Jadwigi i Jerzego. Ma niedowład nóg w wyniku przebycia choroby Heinego-Medina, na którą zachorował w wieku niespełna dwóch lat. Ukończył Liceum Ogólnokształcące im. Krzysztofa Kamila Baczyńskiego w Białymstoku (wówczas im. Małgorzaty Fornalskiej). 
Był zawodnikiem klubu sportowego Start Białystok, do którego trafił za sprawą Ludwika Okonia. Reprezentował również Jagiellonię Białystok w zawodach dla pływaków pełnosprawnych. Uczestnik Letnich Igrzysk Paraolimpijskich 1976 w Toronto, gdzie wystartował w sztafecie 3 × 50 m stylem zmiennym 2–4 – wespół z Andrzejem Kietlińskim i Mirosławem Owczarkiem zdobyli srebrny medal, przegrywając wyłącznie ze sztafetą izraelską. Startował dwukrotnie w światowych igrzyskach inwalidów w Stoke Mandeville (1975, 1978). Występy w zawodach pływackich ograniczył w czasach studenckich. 
Absolwent Szkoły Głównej Gospodarstwa Wiejskiego w Warszawie – specjalizował się w drobiarstwie. Pracował w Białostockich Zakładach Drobiarskich i w Wydziale Rolnictwa Urzędu Wojewódzkiego. Następnie był współzałożycielem firmy zajmującej się szyciem fartuchów i obrabianiem serwetek. Później utworzył przedsiębiorstwo z branży poligraficznej.
Z żoną Małgorzatą ma córkę Zuzannę. 